# Rhaphidostegium fulvoalare
Rhaphidostegium fulvoalare är en bladmossart som beskrevs av Brotherus 1924. Rhaphidostegium fulvoalare ingår i släktet Rhaphidostegium och familjen Sematophyllaceae. Inga underarter finns listade i Catalogue of Life.